# Lijst van typen heiligen uit de Russisch-Orthodoxe Kerk
Dit is een lijst van typen heiligen uit de Russisch-orthodoxe Kerk. In de Russische liturgische terminologie zijn vastgestelde titulaire benamingen voor de tot een bepaalde groep behorende heiligen. In het Nederlands is het moeilijk om deze termen goed te vertalen.

## Termen
- Blagovernij (Russisch: благоверные, Grieks: eusebes d.i. vorsten): Monarchen en vorsten. Heersers met een vroom en rechtgelovig leven, die de kerk en het orthodoxe geloof versterkt hebben.
- Blazennij/Joerodivij (Grieks: makarios d.i. zalig) Dwazen om Christus' wil (Russisch: Christa radi jurodivije юродивые, Grieks: salos): Asceten die in de Russisch-orthodoxe Kerk optraden, om in te gaan tegen een verburgerlijkt en vervlakt christendom. Om het geloof tot verdieping te brengen gedroegen zij zich opzettelijk excentriek en aanstootgevend. Het bekendste voorbeeld hiervan is de heilige Vasili die ligt begraven in de Kathedraal van de Voorbede van de Moeder Gods en de heilige Xenia van Sint-Petersburg. De term Joerodivij is vernoemd naar de heilige Andrej Joeridivy, die de legende beschreef van christenen in Constantinopel, die in het jaar 910 aan een aanval van Saraceners waren ontsnapt doordat de Moeder Gods haar sluier over hen uitspreidde waardoor ze onzichtbaar werden.[1]
- Podvizjnik: Heilige die zich in het bijzonder verdienstelijk heeft gemaakt door het leven in grote ontberingen.
- Pravednij: Zo worden enige personen van het Oude Verbond, zoals bijvoorbeeld Job gekenmerkt. Het is echter ook een naam voor die personen, waarvan hun officiële canonisatie nog niet heeft plaatsgevonden. Maar die algemeen als heiligen gelden en als zodanig door het volk vereerd worden. Een voorbeeld van voor 1990 was de heilige aartspriester Johannes van Kronstadt, die door de Russisch-orthodoxe Kerk in het Buitenland zeer vereerd wordt zonder dat destijds zijn formele canonisatie door de Russisch-orthodoxe Kerk had plaatsgevonden.
- Prepodobnij (Grieks: osios, d.i. heilige monnik, in vrouwelijke vorm heilige moniale): Betekent letterlijk "zeer gelijke" (aan Christus). In het Nederlands vaak onjuist als eerbiedwaardig vertaald en weergegeven. Er wordt echter mee bedoeld diegenen, die een gelijkenis (Russisch: podobnie) van het oerbeeld van Christus wordt, dus datgene wat de mensen vroom en rechtschapen maakt. Met andere woorden een vrome en rechtschapene. Zij hebben als belijders blijk hebben gegeven van een onwrikbaar geloof en waarvan hun levensweg, een weg van innerlijk, gelovig leven geweest is en daardoor om het leven gekomen zijn of wonderen hebben verricht.
- Prepodobnomoečenik (Grieks: osiomartyrs): Een monnik of moniale, die de marteldood gestorven is.
- Ravnoapostol'nij (Grieks: isapostolos d.i. apostelgelijken(den)): dat zijn degenen die een streek, land of volk bekeerd hebben. Meestal betreft het een vorst, maar het wordt ook gebruikt voor missionarissen. In het Slavisch wordt voor deze heiligen ook de benaming prosvjetitelj, oftewel Verlichter van, van de term verlichting voor de doop (Russisch: prosveščenie, Grieks: fotismos), gebruikt. Voorbeelden hiervan zijn de heiligen Cyrillus van Saloniki en Methodius en de heilige Vladimir van Kiev.
- Strastoterpets (Russisch: страстотерпец, Grieks: athloforos): heiligen die niet als martelaren voor het geloof kunnen worden aangemerkt, maar wel veel (pijn) lijden, geweldloos afzien van verzet en de dood grootmoedig en vergevingsgezind hebben verdragen overeenkomstig Christus' gehoorzaamheid tot in de dood. Het Russische woord betekent zoiets als "dulder van lijden".
- Svjaščenomoečenik (Grieks: agiomartys d.i. agiomartelaren): een martelaar die bisschop was, bij gelegenheid ook voor priesters gebruikt. Zoals de heilige Tichon van Moskou.
- Svjatitel (Grieks: ierarches d.i. hiërarchen): Heilige bisschoppen, vaak ook voor priesters gebruikt. Beroemde voorbeelden van de 20e eeuw zijn de heiligen Johannes van Shanghai en Nektarios van Egina.